# Himatolabus vogti
Himatolabus vogti is een keversoort uit de familie bladrolkevers (Attelabidae). De wetenschappelijke naam van de soort werd in 1992 gepubliceerd door Hamilton.